# 凌文龍
凌文龍（英語：Ling Man Lung，1986年5月20日—），香港男演員，在2008年畢業於香港演藝學院戲劇學院，獲頒藝術學士（榮譽）學位，主修表演。前香港話劇團全職演員及現任電影演員。憑《黃金花》獲「第20届上海国际电影节」亚洲新人奖最佳男主角獎提名、第12屆亞洲電影大獎最佳新演員獎提名、第37屆香港電影金像獎最佳男主角提名及最佳新演員獎、於第27屆釜山國際電影節所設的第四屆亞洲內容大獎中獲得最佳新星大獎。

## 簡歷
凌文龍早年於大埔太和邨長大，在2003年畢業於南亞路德會沐恩中學中五年級。當上全職演員前為曾為賺生活費而任職茶餐廳侍應和洗碗工人。
繼在《黃金花》飾演中度智障「光仔」，他再在新片《失蹤》挑戰精神病角色。
2022年凌文龍首次擔正ViuTV劇集《IT狗》。

## 演出作品

### 舞台劇

#### 香港演藝學院
| 年 份  | 劇 名                      | 角 色 |
| 2007年 | 《權．慾．樂與怒》         |       |
| 2008年 | 《在那遙遠的星球，一粒沙》 |       |
| 2008年 | 《雷雨》                   |       |

#### 香港話劇團
| 年 份          | 劇 名                          | 角 色                                      |
| 2009年         | 《捕月魔君。卡里古拉》         | 西比奧                                     |
| 2009年         | 《美麗連繫》                   |                                            |
| 2009年         | 《李察三世》                   |                                            |
| 2009年         | 《遍地芳菲》                   | 徐保生                                     |
| 2009年         | 《星光下的蛻變》               | 大白菜（威爾生）                           |
| 2010年         | 《夜行動物》                   |                                            |
| 2010年         | 《魔鬼契約》                   |                                            |
| 2010年         | 《全城熱爆搞大佢》             | 兼任助理導演                               |
| 2010年         | 《橫衝直撞偷錯情》             |                                            |
| 2011年         | 《中國皇后號》                 |                                            |
| 2011年         | 《志輝與思蘭 – 風不息》        |                                            |
| 2011年         | 《遍地芳菲》（重演）           | 徐保生                                     |
| 2011年         | 讀戲劇場《美男潘安》           |                                            |
| 2011年         | 《脫皮爸爸》                   | 二十多歲的鈴本卓二郎                       |
| 2012年         | 《心洞》                       |                                            |
| 2012年         | 《有飯自然香》                 | 光仔                                       |
| 2012年         | 《我和秋天有個約會》           | Tommy                                      |
| 2012年         | 讀戲劇場《危樓》               | 立賢                                       |
| 2012年         | 《蝦碌戲班》                   | 歐滿添                                     |
| 2012年         | 讀戲劇場《幸福太太》           |                                            |
| 2013年         | 《頂頭鎚》音樂劇               | 梁國邦                                     |
| 2013年         | 《危樓》                       | 立賢                                       |
| 2013年         | 《18樓C座》                    | 大隻標                                     |
| 2013年         | 《都是龍袍惹的禍》             | 同治                                       |
| 2013年         | 讀戲劇場《薛先生的大公子》     | 薛公子                                     |
| 2013年         | 《教授》                       | 辯論隊老鬼／學生                           |
| 2014年         | 《脫皮爸爸》（重演）           | 二十多歲的鈴本卓二郎                       |
| 2014年         | 《如此長江》                   | 百姓／日籍記者                             |
| 2014年         | 讀戲劇場《失禮．死人》         |                                            |
| 2014年         | 《都是龍袍惹的禍》(重演)       | 同治                                       |
| 2014年         | 《三個高女人》                 | 男孩BOY (兼任此劇導演助理)                 |
| 2014年         | 《感冒誌》                     | 弟弟／男孩／病人                           |
| 2015年         | 《俏紅娘》                     | 市民／顧客／賓客／裝修工人                 |
| 2015年         | 《最後作孽》                   | 薛公子                                     |
| 2015年         | 《都是龍袍惹的禍》（重演）     | 同治                                       |
| 2015年         | 讀戲劇場《愛情評說》           |                                            |
| 2015年         | 《有飯自然香》                 | 光仔                                       |
| 2015年         | 《蠢病還須蠱惑醫》             | 多密士                                     |
| 2016年         | 《一板之隔》                   | 年輕人                                     |
| 2016年(重演)   | 《最後作孽》                   | 薛公子                                     |
| 2016年         | 《親愛的，胡雪巖》             | 張細狗/梁姓男人/百姓                       |
| 2016年         | 《頂頭鎚》音樂劇2017+LIVE      | 梁國邦                                     |
| 2017年         | 《武松日記》                   | 乞丐／捕快／燕青                           |
| 2017年         | 《我們的故事》                 | 桂康年／群眾                               |
| 2017年至2018年 | 《奇幻聖誕夜》                 | 木偶師／DICK WILKINS／玩具熊貓／賓客／鬼魂 |
| 2018年5月      | 《最後作孽》（上海及佛山重演） | 薛公子                                     |

#### 其他
| 主 辦                                      | 劇 名                              | 角 色     |
| 香港話劇團外展教育巡迴演出                 | 《阿瑜的故事》                     |           |
| 香港話劇團外展教育巡迴演出                 | 《阿旺筆記》                       |           |
| 澳門教育暨青年局 中學生普及藝術教育計劃    | 《一僕二主》                       | Valentino |
| Project Roundabout (2019年6月)             | 《親親麗南》「前奏活動．公開圍讀」 | Ray       |
| 同窗文化 (2019年8月)                       | 《情敵勸退師》                     |           |
| 浪人劇場 (2019年10月)                      | 音樂劇場《湖水藍》                 |           |
| Project Roundabout (2019年12月至2020年1月) | 《親親麗南》                       | Ray       |
| 香港藝術節 (2021年3月)                     | 音樂劇《日新》（暫名）展演工作坊   | 孫文      |
| 香港藝術節 (2022年3月)                     | 音樂劇《日新》                     | 孫文      |

### 電影
| 年 份  | 劇 名                | 角 色        |
| 2018年 | 《黃金花》           | 黃曉光(光仔) |
| 2019年 | 《你咪理，我愛你！》 | 志強         |
| 2019年 | 《犯罪現場》         | 紅毛         |
| 2019年 | 《失蹤》             | 麥子清       |
| 2020年 | 《拆彈專家2》        | 小克         |
| 2022年 | 《猛鬼3寶》          | 陳明樂       |
| 2023年 | 《殘影空間》         | 劉寶強       |
| 2023年 | 《夜校》             | 阿簡         |
| 2024年 | 《飯戲攻心2》        | 高佬         |
| 2024年 | 《把幸福拉近一點》   |              |
| 2025年 | 《麻雀女王追男仔》   |              |
| 待上映 | 《惡人當道》         |              |
| 待上映 | 《逆轉上半場》       |              |

### 電視劇
| 年 份  | 劇 名                    | 角 色  |
| 2020年 | 《歎息橋》               | Ryan   |
| 2022年 | 《IT狗》                 | 葉念信 |
| 2022年 | 《＃她和她的戀愛小動作》 | 阿偉   |
| 2024年 | 《太阳星辰》             | 麦志鸿 |
| 2025年 | 《哪一天我們會紅》       | 凌老闆 |

### 擔任主持、頒獎及表演嘉賓
| 年 份  | 活動名稱             | 項 目                        |
| 2019年 | 第38屆香港電影金像獎 | 頒發最佳剪輯 及 演出《疾風》 |

## 曾獲獎項與提名
| 年 份          | 獎 項                                                                                 | 結 果 |
| 2004至2008年度 | 「滙豐銀行慈善基金」 —— 香港與內地演藝學生交流計劃獎學金                              | 獲獎  |
| 2004至2008年度 | 「成龍慈善基金獎學金」                                                                | 獲獎  |
| 2007至2008年度 | 《雷雨》 —— 傑出演員獎                                                                | 獲獎  |
| 2016年         | 「第二十五屆香港舞台劇獎」 —— 《最後作孽》最佳男主角（喜劇/鬧劇）                     | 提名  |
| 2017年         | 「第20届上海国际电影节」 —— 《黃金花》「亚洲新人奖 最佳男主角獎」                     | 提名  |
| 2018年         | 「第12屆亞洲電影大獎」 —— 《黃金花》「第12屆亞洲電影大獎最佳新演員獎」                | 提名  |
| 2018年         | 「第一屆 MOVIE6全民票選金像獎」 —— 《黃金花》「全民票選最佳新演員」                   | 獲獎  |
| 2018年         | 「第37屆香港電影金像獎」 —— 《黃金花》香港電影金像獎最佳新演員獎                      | 獲獎  |
| 2018年         | 「第37屆香港電影金像獎」 —— 《黃金花》香港電影金像獎最佳男主角                        | 提名  |
| 2018年         | 「第六屆亞洲躍動電影展(Chicago Asian Pop-Up Cinema) 」 —— 《黃金花》Bright Star Award | 獲獎  |
| 2018年         | 「第58屆亞太影展」 —— 《黃金花》最佳男主角 及 最佳新人                                | 提名  |
| 2018年         | 「Yahoo搜尋人氣大獎2018」 —— 本地新演員                                               | 獲獎  |
| 2018年         | 「香港《明報周刊》演藝動力大獎」 —— 電影組 - 最突出男新人                             | 獲獎  |
| 2020年         | 「第二十九屆香港舞台劇獎」 —— 《親親麗南》最佳男配角（喜劇/鬧劇）                     | 提名  |
| 2022年         | 「第27屆釜山國際電影節 第4屆亞洲內容大獎」 《IT狗》最佳新星大獎                       | 獲獎  |

## 外部連結
- 凌文龍 Siulung ling的Facebook專頁
- 凌文龍的Instagram帳戶
- 凌文龍的新浪微博
- 香港話劇團藝術人員：凌文龙
- 凌文龍在豆瓣上的资料（简体中文）

### 其他
- 2012年：【凌文龍．專訪】凌文龍：確認興趣堅毅起步（页面存档备份，存于）
- 2018年：【凌文龍．專訪】感謝契媽余安安背後支持 首部電影即獲金像獎雙提名（页面存档备份，存于）
- 2018年：【凌文龍．專訪】由舞台劇走到電影 「唔想做明星，只想演好戲」
- 2018年：【凌文龍．專訪】金像獎最佳新演員凌文龍：毛舜筠推薦我演這角色（页面存档备份，存于）
- 2018年：【凌文龍．專訪】凌文龍 不可不認識的金像獎最佳新人（页面存档备份，存于）
- 2018年：【心療 1 + 1．專訪】: 新晉電影演員 凌文龍 （页面存档备份，存于）
- 2018年：【Story Teller】凌文龍：我早就過「新」了（页面存档备份，存于）
- 2018年：【凌文龍．專訪】《黃金花》凌文龍係「最好戲」新人王！4件不可不認識他的事（页面存档备份，存于）
- 2018年：【凌文龍．「關懷」為主題的微電影】《凌文龍《茶果》傷健人士宣揚愛（页面存档备份，存于）